# Jeremy Renner

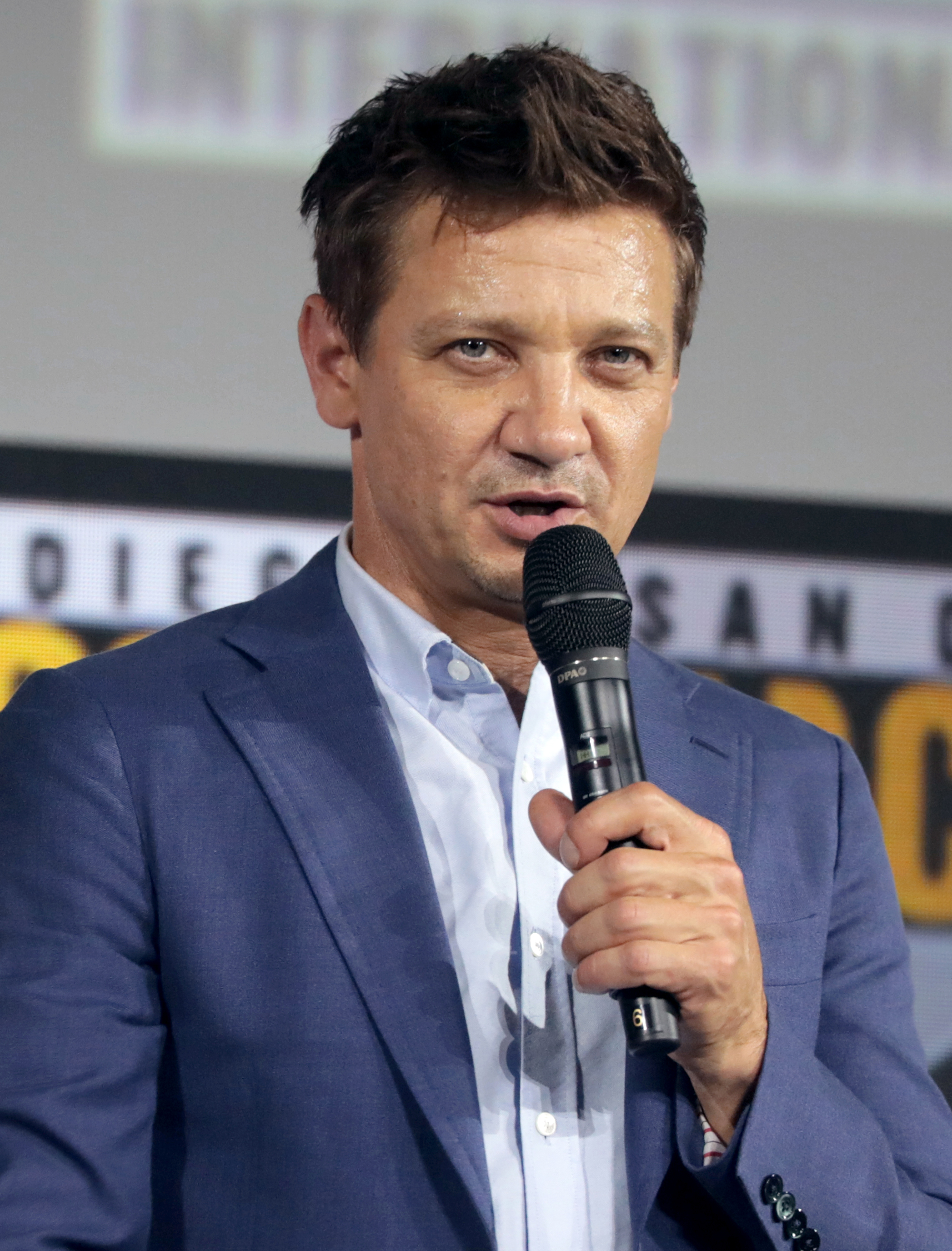
Renner auf der San Diego Comic-Con International 2019

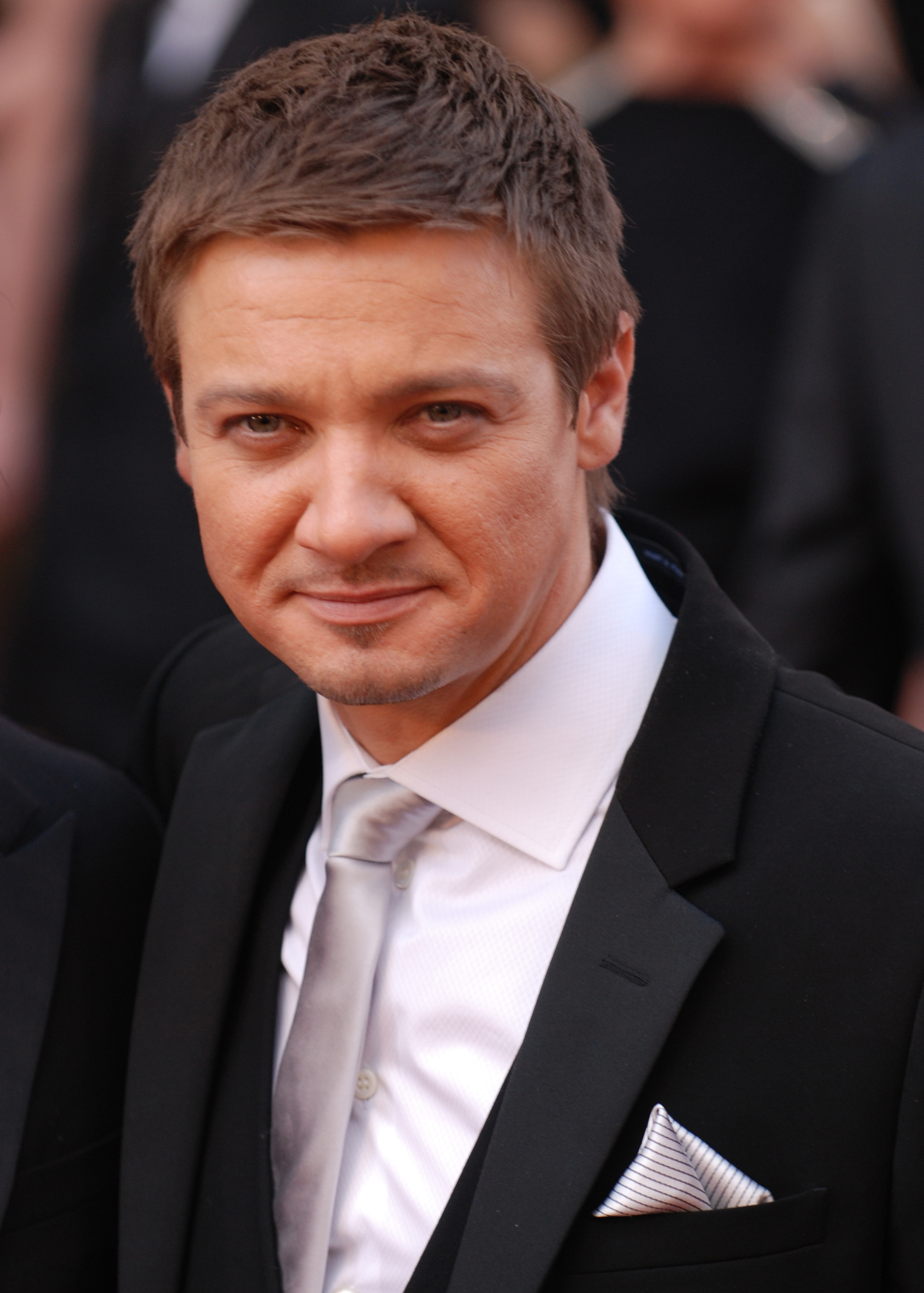
Jeremy Renner bei der Oscarverleihung 2010

Jeremy Lee Renner (* 7. Januar 1971 in Modesto, Kalifornien) ist ein US-amerikanischer Schauspieler, Filmproduzent und Autor. Seine Rollen in The Hurt Locker und The Town brachten ihm zwei Oscarnominierungen ein.

## Leben und Karriere
Jeremy Renner ist das älteste von sieben Kindern. Die Eltern, Valeria Tague und Lee Renner, heirateten als Jugendliche und ließen sich bereits 1981 wieder scheiden. Seine Vorfahren sind eingewanderte Deutsche und Iren.
Renner begann im Alter von 24 Jahren mit der Schauspielerei. Sein Filmdebüt gab er mit der 1995 produzierten Filmkomödie Die Chaos-Clique auf Klassenfahrt. Mit seiner Darstellung des Serienmörders Jeffrey Dahmer in dem 2002 veröffentlichten Psychothriller Dahmer weckte er erstmals die Aufmerksamkeit der Kritiker und wurde für einen Independent Spirit Award nominiert. Einem größeren Publikum wurde Renner 2007 durch eine Hauptrolle in Juan Carlos Fresnadillo Horrorfilm 28 Weeks Later bekannt.
Kathryn Bigelows mehrfach ausgezeichneter Kriegsfilm Tödliches Kommando – The Hurt Locker wurde für Renner zum Durchbruch: Für seine Rolle des Sergeant William James wurde er bei der Oscarverleihung 2010 als Bester Hauptdarsteller nominiert. Bei der Oscarverleihung 2011 war er erneut nominiert, diesmal als Bester Nebendarsteller für seine Rolle in Ben Afflecks Kriminaldrama The Town – Stadt ohne Gnade.
In den Comicverfilmungen Thor (2011), Marvel’s The Avengers (2012), Avengers: Age of Ultron (2015), The First Avenger: Civil War (2016) und Avengers: Endgame (2019) übernahm Renner die Rolle des Bogenschützen Hawkeye, welchen er auch in der Serie Hawkeye verkörpert. Er übernahm nach Matt Damon den vierten Bourne-Film, Das Bourne Vermächtnis. 2013 spielte er den Hänsel in Hänsel und Gretel: Hexenjäger, außerdem spielte er im selben Jahr in American Hustle mit. In dem Thriller Wind River von Taylor Sheridan, der am 21. Januar 2017 im Rahmen des Sundance Film Festivals seine Premiere feierte, übernahm Renner als Mitarbeiter des United States Fish and Wildlife Service eine Hauptrolle.
Neben seinen Filmrollen trat Renner in verschiedenen Werbespots (unter anderem für Duracell) im US-Fernsehen und auch im Musikvideo Trouble der Rocksängerin Pink auf.
In Deutschland wird er überwiegend von Gerrit Schmidt-Foß synchronisiert.

## Privates
Im März 2013 wurde die gemeinsame Tochter von Renner und seiner Lebensgefährtin Sonni Pacheco geboren. Nach 10-monatiger Ehe trennte sich das Paar im Dezember 2014. Aufgrund von Streitigkeiten bezüglich Sorgerecht und Unterhaltszahlungen wurde die Scheidung erst im Dezember 2015 vollzogen.
Am Neujahrsmorgen 2023 wurde Renner beim Versuch, bei seinem Zuhause am Mt. Rose bei Reno (Nevada) ein Auto mit seinem Pistenfahrzeug aus dem Schnee zu befreien, von dem sechseinhalb Tonnen schweren Kettenfahrzeug überrollt und schwer verletzt. Nachdem er in ein Krankenhaus in Reno geflogen worden war, bezeichnete ein Sprecher seinen Gesundheitszustand als „kritisch, aber stabil“. Am Folgetag wurde der Schauspieler aufgrund eines stumpfen Thoraxtraumas operiert und im Anschluss auf der Intensivstation behandelt. Renner hat sich laut eigenen Angaben bei dem Unfall über 30 Knochen gebrochen.

## Filmografie (Auswahl)
- 1995: National Lampoon’s Klassenfahrt (Senior Trip)
- 1995: Tödliches Spiel (Deadly Games, Fernsehserie, Folge 1x03 Boss)
- 1996: Strange Luck – Dem Zufall auf der Spur (Strange Luck, Fernsehserie, Folge 1x16 Blinded by the Son)
- 1996: Ich begehre deinen Sohn (A Friend’s Betrayal, Fernsehfilm)
- 1996: Paper Dragons
- 1997: Rätselhaftes Verschwinden – Ein Alptraum wird wahr (A Nightmare Come True, Fernsehfilm)
- 1999: Das Netz – Todesfalle Internet (The Net, Fernsehserie, Folge 1x21 Chem Lab)
- 1999: Zoe, Duncan, Jack & Jane (Fernsehserie, Folge 1x01 Pilot)
- 1999: New York Life – Endlich im Leben! (Time of Your Life, Fernsehserie, Folge 1x06 The Time the Truth Was Told)
- 2000: Angel – Jäger der Finsternis (Angel, Fernsehserie, Folge 1x11 Somnambulist)
- 2001: Fish in a Barrell
- 2001: CSI: Den Tätern auf der Spur (CSI: Crime Scene Investigation, Fernsehserie, Folge 2x06 Alter Boys)
- 2002: Dahmer
- 2002: Monkey Love
- 2003: S.W.A.T. – Die Spezialeinheit (S.W.A.T.)
- 2004: The Heart Is Deceitful Above All Things
- 2005: Neo Ned
- 2005: Kaltes Land (North Country)
- 2005: Dogtown Boys (Lords of Dogtown)
- 2005: Das Ende der Unschuld (Twelve and Holding)
- 2005: A Little Trip to Heaven
- 2006: Love Comes to the Executioner
- 2006: Die Ermordung des Jesse James durch den Feigling Robert Ford (The Assassination of Jesse James by the Coward Robert Ford)
- 2007: Take
- 2007: 28 Weeks Later
- 2007: Dr. House (House M.D., Fernsehserie, Folge 4x09 Zu vieles kommt in Frage)
- 2008: The Oaks (Fernsehserie, Folge 1x01 Pilot)
- 2008: Tödliches Kommando – The Hurt Locker (The Hurt Locker)
- 2009: Lightbulb
- 2009: The Unusuals (Fernsehserie, zehn Folgen)
- 2010: The Town – Stadt ohne Gnade (The Town)
- 2011: Thor
- 2011: Mission: Impossible – Phantom Protokoll (Mission: Impossible – Ghost Protocol)
- 2012: Marvel’s The Avengers (The Avengers)
- 2012: Das Bourne Vermächtnis (The Bourne Legacy)
- 2013: Hänsel und Gretel: Hexenjäger (Hansel and Gretel: Witch Hunters)
- 2013: American Hustle
- 2013: The Immigrant
- 2014: Louie (Fernsehserie, Folgen 4x11–4x12)
- 2014: Kill the Messenger (auch Produzent)
- 2015: Avengers: Age of Ultron
- 2015: Mission: Impossible – Rogue Nation
- 2016: The First Avenger: Civil War (Captain America: Civil War)
- 2016: Arrival
- 2017: Wind River
- 2017: Casino Undercover (The House)
- 2018: Catch Me! (Tag)
- 2019: Avengers: Endgame
- 2019: Arctic Justice: Thunder Squad (Arctic Dogs, Stimme)
- 2021, 2023: What If…? (Fernsehserie, 4 Folgen, Stimme)
- 2021: Hawkeye (Fernsehserie, 6 Folgen)
- seit 2021: Mayor of Kingstown (Fernsehserie)
- 2023: Rennervations (Fernsehsendung)

## Auszeichnungen
- 2003: Independent Spirit Awards 2003 – Nominierung als Bester Hauptdarsteller für die Darstellung des US-amerikanischen Serienmörders Jeffrey Dahmer in Dahmer
- 2005: Palm Beach International Film Award – Bester Hauptdarsteller für Neo Ned
- 2009: Independent Spirit Awards 2009 – Nominierung als Bester Hauptdarsteller für Tödliches Kommando – The Hurt Locker
- 2009: Hollywood Film Festival – Gewinner des „Breakthrough Actor Award“ für Tödliches Kommando – The Hurt Locker
- 2009: Preis des National Board of Review als Bester Nachwuchsdarsteller für Tödliches Kommando – The Hurt Locker
- 2010: Oscar-Nominierung als Bester Hauptdarsteller für Tödliches Kommando – The Hurt Locker
- 2011: Jupiter Award in der Kategorie Bester Darsteller International
- 2011: Golden-Globe-Nominierung als Bester Nebendarsteller für The Town
- 2011: Oscar-Nominierung als Bester Nebendarsteller für The Town

## Veröffentlichungen
- 2025: My Next Breath. A Memoir, Macmillan USA, ISBN 978-1-250-38353-2
  - 2025: My Next Breath. A Memoir (Hörbuch Autorenlesung), Macmillan Audio
- 2025. My Next Breath. Die Geschichte meines Überlebens - Jeremy Renners packender Bericht über den tragischen Unfall, der ihn fast das Leben kostete, Penguin Verlag, ISBN 978-3-328-60415-0